# Ľudovít Varga
Ľudovít Varga, též Lajos Varga (18. dubna 1926 - ???), byl slovenský a československý politik maďarské národnosti, bezpartijní poslanec Slovenské národní rady a Sněmovny národů Federálního shromáždění za normalizace.

## Biografie
Po provedení federalizace Československa usedl v lednu 1969 do Sněmovny národů Federálního shromáždění. Do federálního parlamentu ho nominovala Slovenská národní rada, do níž byl kooptován 29. prosince 1968 jako jeden z 9 nových poslanců (z nichž 3 byli maďarské národnosti). Ve federálním parlamentu setrval do konce funkčního období, tedy do voleb roku 1971.